# Vovin
Vovin — седьмой студийный альбом шведской симфоник-метал-группы Therion. Был выпущен 4 мая 1998 года на лейбле Nuclear Blast. Название альбома означает «дракон» на енохианском языке. Все песни посвящены различной мифологии: библейской, античной, германо-скандинавской и иной.

## История создания
Впервые в дискографии группы к записи был привлечен живой оркестр. Эта практика продолжилась на последующих альбомах группы: Deggial, Secret of the Runes и так далее. Из-за того, что над альбомом работали музыканты, не входившие в постоянный состав Therion, Кристофер Йонссон считает диск своей сольной пластинкой, лишь выпущенной под именем группы.
Vovin оказался успешным в коммерческом плане. Так, только в Европе продажи составили более 125 000 копий, что по состоянию на 2006 год было лучшим результатом для коллектива.

## Отзывы и оценки
Рецензент сайта AllMusic, говоря об альбоме, отметил, насколько последовательным остаётся Кристофер Йонссон от диска к диску, несмотря на значительные перемены в составе Therion, сопровождавшие запись пластинки Vovin. По мнению рецензента, использование хора, связывающего Vovin с предшественником — альбомом Theli, обеспечивает богатый и величественный звук и выгодно представляет альбом в рамках жанра.

## Список композиций
| №                   | Название                            | Длительность |
| ------------------- | ----------------------------------- | ------------ |

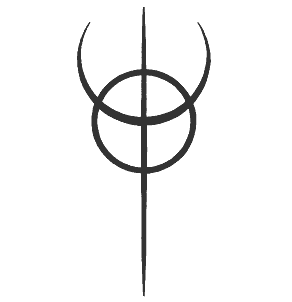
Ключ Ночи — эмблема «Ордена Красного Дракона», в котором состоит Йонссон

| 1.                  | «The Rise of Sodom and Gomorrah»    | 6:45         |
| 2.                  | «Birth of Venus Illegitima»         | 5:13         |
| 3.                  | «Wine of Aluqah»                    | 5:02         |
| 4.                  | «Clavicula Nox»                     | 8:47         |
| 5.                  | «The Wild Hunt»                     | 3:47         |
| 6.                  | «Eye of Shiva»                      | 6:17         |
| 7.                  | «Black Sun»                         | 5:08         |
| 8.                  | «Draconian Trilogy: The Opening»    | 1:28         |
| 9.                  | «Draconian Trilogy: Morning Star»   | 3:34         |
| 10.                 | «Draconian Trilogy: Black Diamonds» | 2:56         |
| 11.                 | «Raven of Dispersion»               | 5:57         |
| Общая длительность: | Общая длительность:                 | 55:17        |

## Участники записи
- Кристофер Йонсон — гитара, клавишные

Приглашённые музыканты
- Томи Эриксон — гитара
- Ян Казда — бас-гитара
- Вольф Симонс — ударные
- Вальдемар Сорыхта — гитары
- Ральф Шиперс — вокал
- Эйлен Куппер — вокал
- Ангелика Мерц — вокал
- Мартина Хорнбахер — вокал
- Йохен Бауэр — бас

Хор
- Эйлен Куппер — сопрано
- Ангелика Мерц — сопрано
- Анне Трибут — альт
- Йорг Бройкер — бас
- Йохен Бауэр — бас

The Indigo Orchestra
- Хайке Хаусхальтер — скрипка
- Петра Штальц — скрипка
- Моника Мальтек — виола
- Геза Ханген — виолончель

## Позиции в чартах
| Чарт                          | Позиция |
| ----------------------------- | ------- |
| Австрия (Ö3 Austria)          | 46      |
| Германия (Offizielle Top 100) | 48      |